# 麥可·皮科爾魯阿斯
麥可·皮科爾魯阿斯（義大利語：Michael Piccolruaz，1995年12月31日—）是一名義大利男子運動攀登運動員。他曾經獲得2014年歐洲青年攀岩錦標賽抱石賽銀牌以及2017年歐洲攀岩錦標賽男子全能賽銅牌。

## 外部連結
- IFSC（页面存档备份，存于） （英文）
- 麥可·皮科爾魯阿斯的Facebook專頁
- 麥可·皮科爾魯阿斯的Instagram帳戶